# Bläsand
Bläsand (Mareca penelope) är en simand som häckar i de nordligare områdena av Europa och Asien, främst på taiga, men även mer sällsynt vid kuster och slättsjöar längre söderut. Den är en flyttfågel som övervintrar längre söderut, främst vid kusten. Den är ganska allmän över stora delar av sitt utbredningsområde. Bläsanden är en medelstor and där den adulta hanen har rödbrunt huvud och beige bläs i pannan vilket givit arten dess svenska namn. 
Den häckar främst i öppna våtmarker, slättsjöar eller långsamrinnande större floder och övervintrar i saltare, men skyddade habitat. Paret häckar enskilt eller i små grupper men under flyttningen och i vinterkvarteren uppträder arten i stora flockar. Boet är en uppskrapning i marken och placeras i närheten av vatten. Den lägger en kull om året som vanligtvis består av åtta till nio ägg vilka honan ruvar i cirka 24–25 dygn. Det är också honan som ensam tar hand om ungarna som blir flygga efter 40–45 dagar. 
Den adulta fågeln lever nästan uteslutande av vegetarisk föda men juvenilen tar även animalisk föda som snäckor och vatteninsekter. IUCN kategoriserar bläsanden som livskraftig (LC).

## Utseende och läte

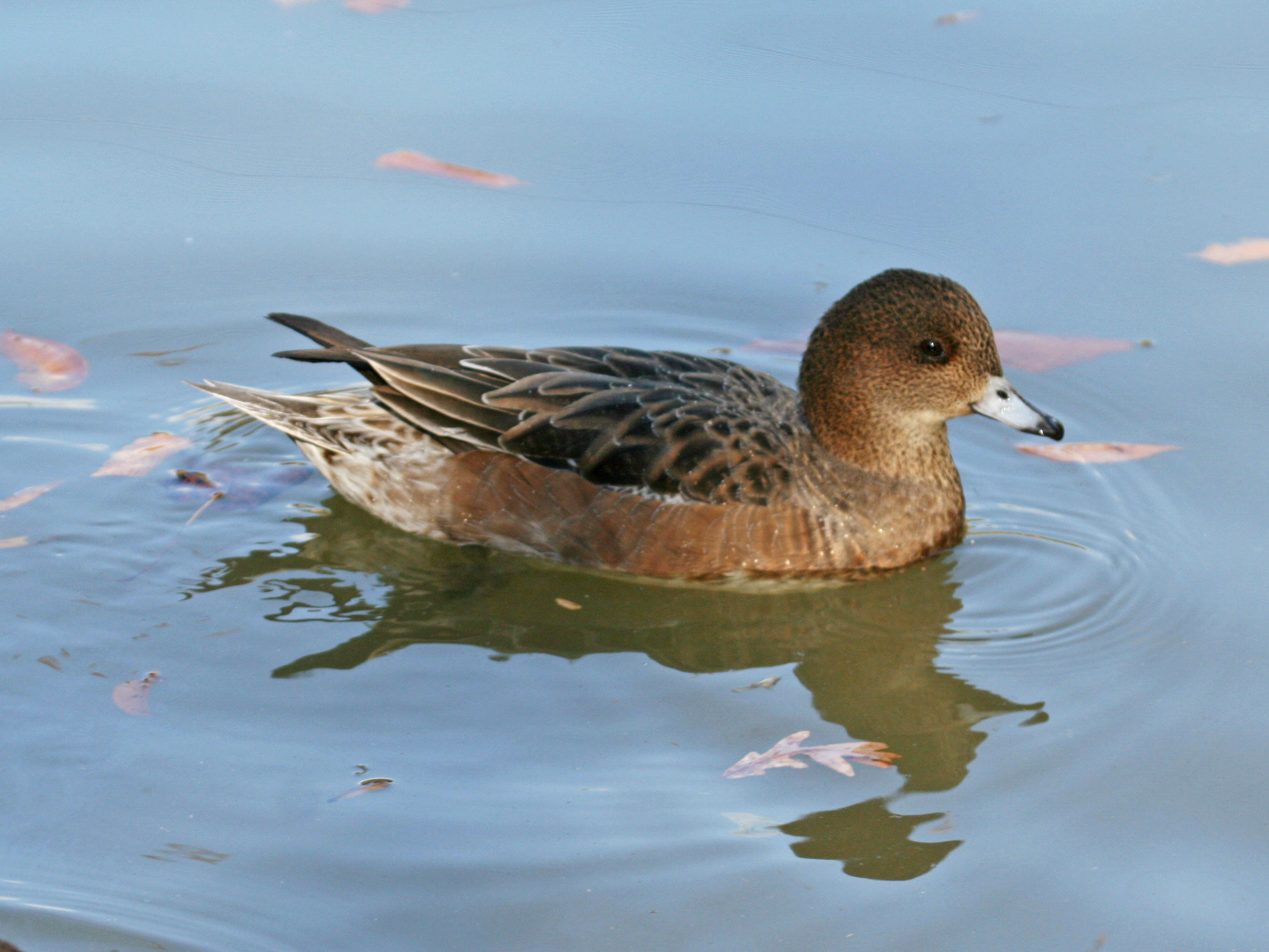
Honfärgad bläsand. Antingen hona eller hane i eklipsdräkt.

Bläsanden är en medelstor and med en längd på 42–50 cm och ett vingspann 75–87 cm. Den har kort hals och ett förhållandevis stort och runt huvud, och spetsig stjärt. Den har en liten ljusgrå näbb med svart underdel och svart näbbnagel. I häckningsdräkt är hanen vattrad i mörkgrått och vitt på ovansidan och på sidorna, med svart stjärt, mörkgrön vingspegel och med en kritvit fläck på ovansidan vingen. Bröstet är rosaaktigt, buken vit, och huvudet är rödbrunt med en beige bläs i pannan. I eklipsdräkt är hanen mer lik honan. Den adulta honan och juvenilen har brunt huvud, vattrad brungrå rygg, rostbrunt bröst och kroppssida och vit buk. Vingovansidan är gråvattrad och saknar hel det vita fältet som hanen uppvisar.
Den är lik den närbesläktade amerikanska bläsanden och då speciellt i honfärgad eller juvenil dräkt, men skiljs ifrån denna då den amerikanska arten har ett ljusare grått huvud där den mörka ögontrakten framträder på ett tydligare sätt. Den amerikanska bläsanden har även en mer kontrastrik fjäderdräkt och uppvisar en tydligare vit "armhåla" än bläsanden, vars "armhåla" brukar vara gråare.
Bläsanden är en ljudlig and. Hanen har en karaktäristisk klar stigande vissling som avslutas med en kort torr drill. Honan har ett lågt skorrande läte som påminner om karr-karr-karr.

## Systematik och utbredning
Bläsanden beskrevs taxonomiskt första gången 1758 av Carl von Linné i hans verk Systema naturae under artens nuvarande vetenskapliga namn. Den är mycket närbesläktad med amerikansk bläsand (Mareca americana) som den ibland hybridiserar med. Bläsanden delas, trots sitt stora utbredningsområde, inte upp i några underarter utan är monotypisk.
Bläsanden är en flyttfågel som häckar i sjöar i taigaområdena på Island, i norra Europa och norra Asien, men även mer sällsynt utmed kuster och i slättsjöar längre söderut. Den övervintrar mestadels vid kusten på Island, i Storbritannien, utmed Västeuropas och Nordafrikas kuster, utmed Nilen, vid Svarta- och Kaspiska havet, i Indien, Sydostasien och Japan. Ett mindre antal övervintrar också utmed Kanadas och USA:s västkust.
Den lämnar häckningsområdena i september och når vinterkvarteren i oktober och november. Vårflytten påbörjas i mars och april och de når de nordligaste häckningsområdena i andra halvan av maj.

### Släktestillhörighet
Tidigare placerades amerikansk bläsand i släktet Anas, men efter genetiska studier bryts sedan 2017 bläsänderna, snatterand och praktand ut i släktet Mareca av de internationellt ledande taxonomiska auktoriteterna. Svenska BirdLife Sveriges taxonomikommitté följde efter 2022.

## Ekologi

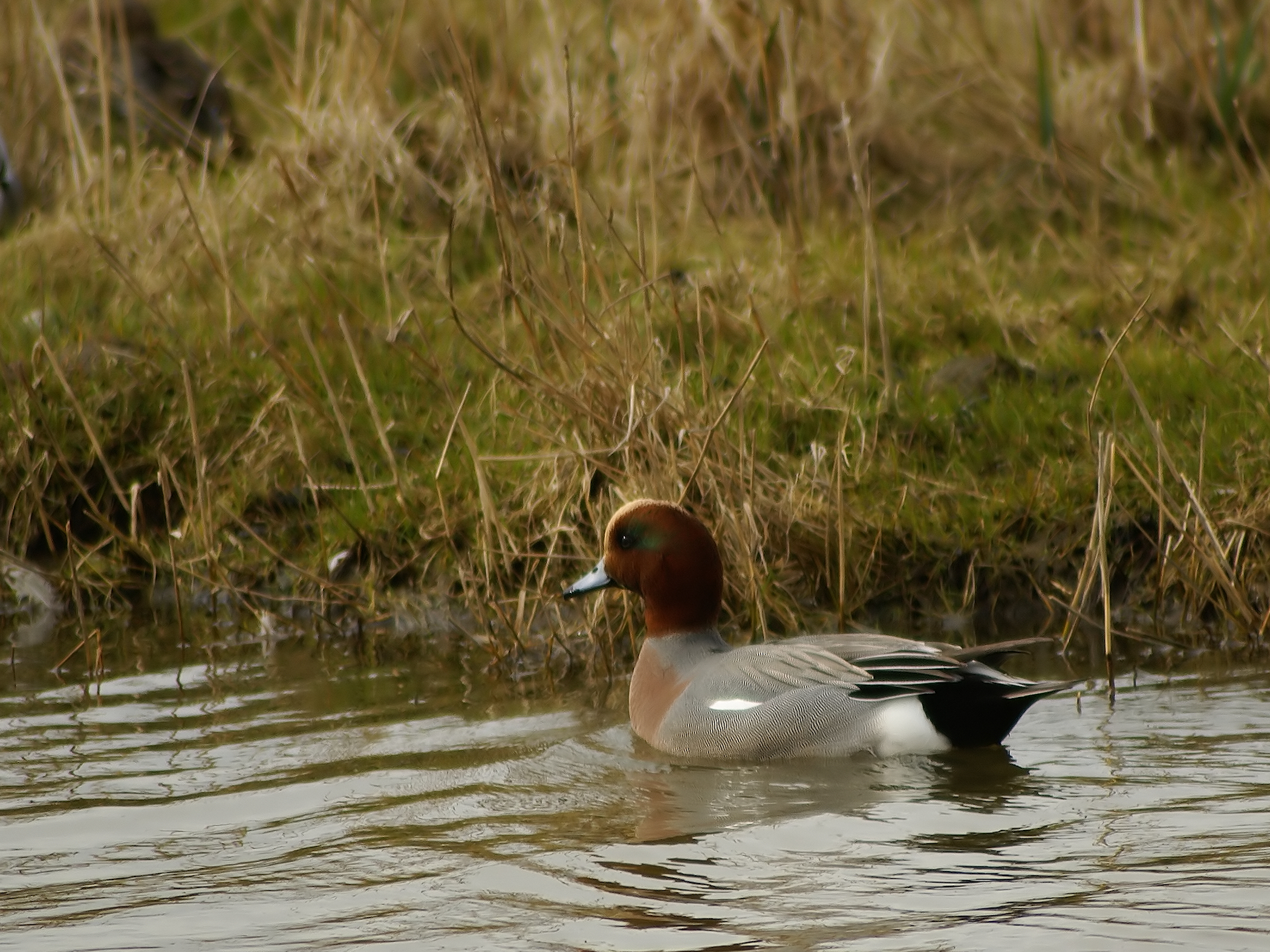
Adult bläsandshane i typisk häckningsmiljö.

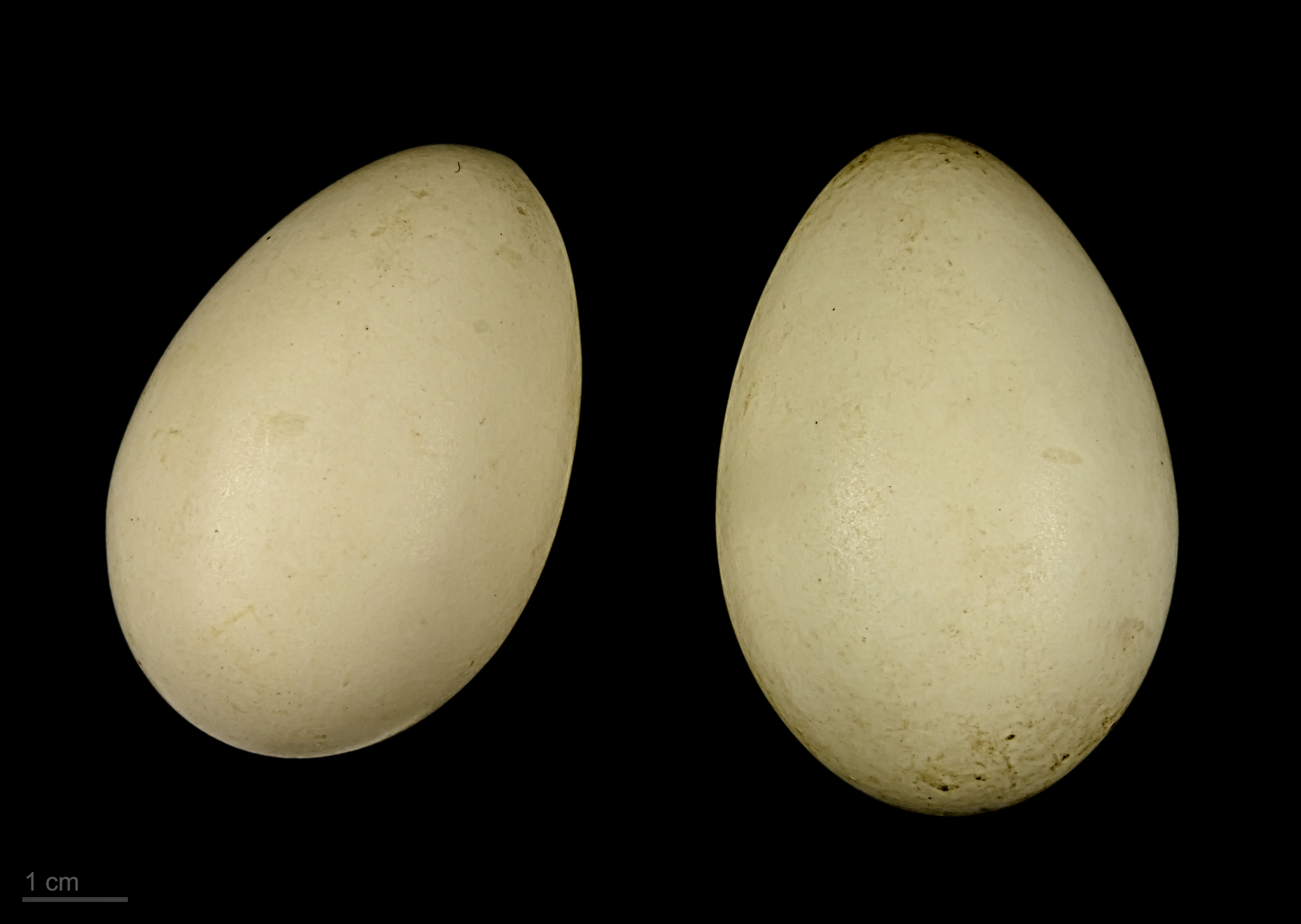
Bläsandens ägg.

### Biotop
Bläsanden häckar främst i öppna våtmarker, slättsjöar, långsamrinnande större floder, och mer sällsynt vid laguner och saltare våtmarker. Den föredrar biotoper som är omgivna av öppen skog, gärna jordbruksbygd, i vattendrag med riklig undervattensvegetation, och flytande och uppstickande vegetation. Arten undviker tundra, tät skog, bergsområden och snabbt strömmande vattendrag. Utanför häckningstiden lever den i kustnära saltare, men skyddade miljöer.

### Häckning
De häckar i enskilda par eller i små grupper.Boet, som består av en uppskrapning i marken, göms väl i närheten av vatten, exempelvis i en tuva. Bläsanden lägger bara en kull om året och den lägger vanligtvis 8–9 gulvita ägg i maj eller juni, men kullar på 6–15 ägg förekommer. Honan ruvar äggen i cirka 24–25 dygn och det är också honan som ensam tar hand om ungarna som blir flygga efter 40–45 dagar. Efter häckning stannar de i häckningsområdet och genomgår en ruggning som gör dem flygoförmögna. Under ruggningen bildar de mindre flockar. Hanen ruggar redan från slutet av maj till juli, medan honan först ruggar ifrån slutet av juli till början av september. Utanför häckningstid är den mycket social, och under flyttningen och i vinterkvarteren uppträder den i stora flockar. I Nordamerika bildar den flockar med amerikansk bläsand.

### Föda
Den adulta bläsanden lever nästan uteslutande av en vegetarisk kost. Den snappar efter undervattensvegetation som inte finns för långt under vattenytan och äter flytande och uppstickande vegetation. Den betar också gräs och örter som den finner längs strandkanten, och bandtång vid havet. Till skillnad från de adulta fåglarna är juvenilerna i behov av animalisk föda som snäckor och vatteninsekter.

## Status och hot
Bläsanden förekommer över ett mycket stort område, den globala populationen är mycket stor och trots att populationstrenden är sjunkande så verkar minskningen inte vara så pass dramatisk att den bedöms som hotad. Utifrån dessa kriterier kategoriserar IUCN bläsanden som livskraftig (LC).

### Status i Sverige
Bläsanden har tidigare bedömts som livskraftig i Sverige. Från och med 2020 års rödlista listar dock Artdatabanken den som sårbar grundat på att arten tros minska relativt kraftigt i antal, i genomsnitt med 40% de senaste 18 åren. 2018 uppskattades det svenska beståndet till 17 000 par.